# Joachim von Ribbentrop

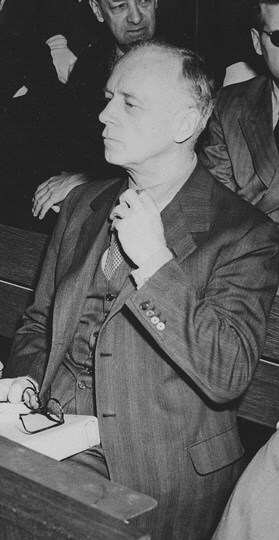
Joachim von Ribbentrop als Angeklagter in Nürnberg

Ullrich Friedrich Willy Joachim Ribbentrop, ab Mai 1925 durch Adoption von Ribbentrop (* 30. April 1893 in Wesel; † 16. Oktober 1946 in Nürnberg), war ein deutscher Politiker (NSDAP). In der Zeit des Nationalsozialismus war er ab 1938 Reichsminister des Auswärtigen.
Ribbentrop gehörte zu den 24 im Nürnberger Prozess gegen die Hauptkriegsverbrecher vor dem Internationalen Militärgerichtshof angeklagten Personen. Er wurde am 1. Oktober 1946 schuldig gesprochen, zum Tod durch den Strang verurteilt und am 16. Oktober 1946 hingerichtet.

## Leben

### Herkunft
Joachim Ribbentrop war Sohn des Oberstleutnants Richard Ullrich Friedrich Wilhelm Ribbentrop (1859–1941) aus der Ehe mit Johanne Sophie Hertwig (1860–1902). Er hatte einen um ein Jahr älteren Bruder namens Lothar und eine 1896 geborene Schwester Ingeborg. Der Vater erzog seine Kinder streng, sie wurden oft verprügelt. Ribbentrop fand ihn abschreckend und fürchtete sich vor ihm. Dagegen war seine Mutter in seiner Erinnerung herzlich und freundlich. Sie starb 1902 an Tuberkulose. Die Familie Ribbentrop lebte seit 1902 in Kassel und ab 1904 in Metz, das seit dem Frieden von Frankfurt von 1871 zum Reichsland Elsaß-Lothringen gehörte. Der Vater war dort Adjutant des Kommandierenden Generals und heiratete nach dem Tod seiner ersten Frau erneut.
Der sprachbegabte Ribbentrop erlernte in Metz, das stark französisch geprägt war, die französische Sprache. Er war ein guter Sportler, ein guter Geigenspieler, aber ein schlechter Schüler. Der Vater nahm 1908 seinen Abschied und zog mit seiner Familie nach Arosa in die Schweiz. Ribbentrop hatte das Gymnasium nach der Obersekunda mit der mittleren Reife verlassen. Während der anderthalb Jahre in Arosa erhielten die Kinder Privatunterricht von französischen und englischen Tutoren. Joachim Ribbentrops Hauptbeschäftigungen waren Bergsteigen, Ski- und Bobfahren. Die Ribbentrop-Kinder lernten in Arosa Touristen aus vielen Ländern kennen, darunter auch sehr reiche Personen. In Arosa wurde Ribbentrops Interesse geweckt, die Welt kennenzulernen. Der Vater schickte 1909 die Söhne für ein Jahr zum Englisch-Studium nach England. 1910 zogen Joachim und sein Bruder Lothar nach Kanada. Joachim Ribbentrop arbeitete hier als Bauarbeiter, als Angestellter einer Bank, freier Journalist und kaufmännischer Mitarbeiter, auch versuchte er, sich mit Hilfe der Erbschaft seiner Mutter ein Standbein als Händler aufzubauen. Dabei handelte er mit Weinen aus Deutschland. In Montreal begann er eine Lehre im Bankfach, die er aber nicht abschloss. 1914 wurde er Mitglied der kanadischen Eishockeynationalmannschaft.

### Erster Weltkrieg
Unmittelbar nach Beginn des Ersten Weltkrieges reiste Ribbentrop über die neutralen Staaten USA und Niederlande nach Deutschland, um sich als Kriegsfreiwilliger zu melden. Sein kränkelnder Bruder blieb in Kanada und zog später in die Schweiz, wo er 1918 verstarb. Ribbentrop fuhr von New York City auf einem niederländischen Dampfer nach Rotterdam. Der Verhaftung durch die britische Marine, die alle Schiffe kontrollierte, die das europäische Festland anliefen, entzog er sich, verborgen im Kohlenbunker des Dampfers.
In Deutschland trat er auf Vermittlung seines Vaters in das Thüringische Husaren-Regiment Nr. 12 ein. Im Verlauf des Krieges wurde er mit dem Eisernen Kreuz Erster Klasse ausgezeichnet und zum Oberleutnant befördert.
Nach einer Verwundung an der Front wurde er in die deutsche Botschaft in Konstantinopel versetzt. Eingesetzt wurde er während dieser Zeit vorrangig als Dolmetscher für Französisch und gehörte hier zeitweilig dem Arbeitsstab des Generalmajors Otto von Lossow an. Dieser war zum preußischen Militärbevollmächtigten für das Osmanische Reich bestimmt worden. Hier lernte von Ribbentrop Franz von Papen kennen, der ebenfalls im Stab der deutschen Militärmission eingesetzt war, aber vorrangig als deutscher Militärattaché zur deutschen Gesandtschaft in Konstantinopel gehörte. Auf abenteuerliche Weise schlug er sich bis Berlin durch, wo er für einige Zeit Mitarbeiter im Reichswehrministerium wurde. Ribbentrop sorgte dafür, dass er einen Eintrag im Who’s Who 1919 bekam. Dort war verzeichnet, er sei Adjutant der deutschen Friedensdelegation in Versailles gewesen. Dies stellte sich später als falsch heraus.

### Weimarer Republik
1919 nahm Ribbentrop seinen Abschied als Oberleutnant und eröffnete eine eigene Weinhandelsfirma für französische Weine und Liköre. In Berlin lernte er Mitte 1919 den Inhaber der Henkell & Co. Sektkellerei in Wiesbaden, Otto Henkell, sowie dessen Tochter Anna Elisabeth (Annelies) Henkell kennen, die er am 5. Juli 1920 in Wiesbaden heiratete. Das Ehepaar hatte fünf Kinder:
- Rudolf von Ribbentrop (* 11. Mai 1921 in Wiesbaden;[5] † 20. Mai 2019 in Ratingen), SS-Hauptsturmführer; verheiratet mit Ilse von Ribbentrop, geborene von Münchhausen; von Rudolf-August Oetker beim Bankhaus Lampe beschäftigt,[6] später Mitarbeiter der Sektkellerei Henkell.
- Bettina Rinke, geb. Henkell-von Ribbentrop (* 20. Juli 1922 in Berlin), verheiratet mit Heribert Rinke.
- Ursula Painvin, geb. Henkell-von Ribbentrop (* 29. Dezember 1932 in Berlin), zunächst verheiratet mit Kurt Küppers.
- Adolf Henkell-von Ribbentrop (* 2. September 1935 in Berlin), verheiratet zunächst mit Marion, geb. von Strempel, seit 1985 mit Christiane, geb. Gräfin Eltz, der Mutter des späteren deutschen Verteidigungsministers Karl-Theodor zu Guttenberg; ehemaliger Mitinhaber von Henkell.
- Barthold Henkell-von Ribbentrop (* 19. Dezember 1940 in Berlin; † 5. Juni 2018 in Limassol), verheiratet zunächst mit Brigitte, geb. von Trotha, später mit Andrea, geb. Vopat; ehemaliger Chef der Börsenabteilung der Deutschen Bank.

Ribbentrop hoffte auf Aufnahme in die Familienfirma, erhielt aber nur die Berliner Vertretung für Henkell, die er bis 1924 aufbaute. Außerdem verschaffte sein Schwiegervater ihm gute Beziehungen zu anderen Getränkeherstellern. Aus diesen guten Beziehungen ergab sich 1920 für Ribbentrop nach dem Tod des deutschen Vertreters der Whisky-Firma Johnnie Walker durch die Übernahme der Vertretung eine höchst profitable berufliche Chance.
Mitte der 1920er Jahre war Ribbentrops Import-/Exportgeschäft „Impegroma“ für Getränke eines der größten in Deutschland. 1924 legte Ribbentrop die Henkell-Vertretung nieder und widmete sich ausschließlich seiner eigenen Firma. Durch unternehmerisches Geschick, befördert durch seine Sprachkenntnisse, wurde er in kürzester Zeit sehr reich. Das renommierte Stuttgarter Architektenbüro Bonatz und Scholer baute 1922/23 für die Ribbentrops die elegante Villa Lentzeallee 7–9 in Berlin-Dahlem. Durch mehrere An- und Umbauten vergrößerte sich das Anwesen um einen Park mit Tennisplatz und Swimmingpool.
Im Hause Ribbentrop gab es damals Gesellschaften, Cocktailpartys und Bridgeabende. Hierzu trafen sich Vertreter der wohlhabenden und oft einflussreichen Berliner Gesellschaft (Adelige, Finanziers, Industrielle) in der Villa. Viele seiner Kunden waren Juden, einige wurden seine Freunde wie der Industrielle Ottmar Strauß und der Direktor der Dresdner Bank Herbert Gutmann. Die Ribbentrops betätigten sich auch als Sammler von Kunst und Wertgegenständen, darunter Gemälde von Gustave Courbet, Claude Monet und André Derain sowie alte Tapisserien und kostbare Teppiche.
Ribbentrop hatte eine Affinität zu Königshäusern und zum Adel, deren Mitglieder er bewunderte. Am 15. Mai 1925 ließ er sich von einer entfernten Verwandten, Gertrud von Ribbentrop (1863–1943), deren Vater Karl Ribbentrop im Jahr 1884 geadelt worden war, adoptieren und führte von da an den Namen „von Ribbentrop“. In einem Vertrag verpflichtete er sich, Gertrud von Ribbentrop für 15 Jahre eine Rente zu zahlen. Unverzüglich änderte Ribbentrop auch den Namen seiner Firma in Schöneberg und von Ribbentrop um. Außerdem benutzte Ribbentrop Gertruds Familienwappen. Wenn ein Bekannter Ribbentrops Namensänderung nicht bemerkt hatte, kam es vor, dass er einen gedruckten Handzettel verschickte, in dem der Empfänger auf den Namen Joachim von Ribbentrops hingewiesen wurde. Darin wurde auch behauptet, dass Ribbentrop das Adelsprädikat „von“ für Verdienste im Ersten Weltkrieg erhalten habe. 1933 gab Ribbentrop auf einem SS-Fragebogen an, er sei adoptiert worden, um seine Adelslinie vor dem Aussterben zu bewahren, ohne allerdings das Jahr der Nobilitierung Karl Ribbentrops zu erwähnen.
Bis 1932 hielt sich Ribbentrops Interesse für Politik in Grenzen. Den Aufstieg des Nationalsozialismus nahm er nur am Rande wahr. Wohl hatte er eine tiefe Abneigung gegen den Kommunismus. Erst als Adolf Hitlers Erfolge unübersehbar waren, ließ sich Ribbentrop im Sommer 1932 eine Audienz beim späteren Führer vermitteln. Am 1. Mai 1932 wurde er Mitglied der NSDAP (Mitgliedsnummer 1.199.927). Nach dem Ausgang der Reichstagswahlen vom 31. Juli 1932 und dem Scheitern der Gespräche zwischen Adolf Hitler und Kurt von Schleicher am 5. August 1932 trat Franz von Papen an seinen Kriegskameraden Ribbentrop heran und bat ihn zu vermitteln. Ribbentrop traf sich daraufhin im August 1932 mit Hitler auf dem Obersalzberg.
Wegen seiner Bewunderung für Hitler setzte Ribbentrop seine gesellschaftlichen Beziehungen im Winter 1932/1933 ein, um Kontakte zwischen einflussreichen Persönlichkeiten Berlins und Hitler zu vermitteln. Diese Kontakte erleichterten es Hitler, die Machtergreifung im Jahr 1933 ohne großen Widerstand durchzuführen. Dabei diente Ribbentrop vor allem als Mittelsmann zwischen von Papen und Hitler. Nachdem Heinrich Himmler Ribbentrop bei der Zusammenkunft Hitlers mit von Papen im Haus des Kölner Bankiers Kurt von Schröder am 4. Januar 1933 begegnet war, fragte er bei diesem an, ob er ein Folgetreffen zwischen Hitler und Papen arrangieren könne. Ribbentrop sagte zu und stellte seine Villa in Berlin-Dahlem dafür zur Verfügung. An diesen Gesprächen, den „entscheidenden Koalitionsverhandlungen, die schließlich am 30. Januar 1933 zur Bildung des Kabinetts Hitler führten“ nahmen neben Ribbentrop, Papen und Himmler auch Hermann Göring, Oskar von Hindenburg, Wilhelm Frick und Staatssekretär Otto Meißner teil. Zwar leugnete von Papen in seinen Memoiren, Hitler zwischen dem 4. und 22. Januar getroffen zu haben, aber „Frau Ribbentrops diktierte Notizen zeigen“, so der britische Historiker und Hitler-Biograph Ian Kershaw, dass es „in der Zwischenzeit zwei Unterredungen [gab], am 10. und am 18. Januar“. Am 25. Januar 1933 war man sich dann einig, durch die Formierung einer „Nationalen Front“ den Reichspräsidenten Paul von Hindenburg auszuschalten. Bestätigenderweise schrieb Ribbentrop am 27. Januar 1933 an Alfred Hugenberg, dass nur noch ein Kabinett Hitler infrage komme.

### Zeit des Nationalsozialismus
Ribbentrop wurde 1933 bei der Kabinettsbildung nicht, wie von ihm erhofft, Außenminister, da von Seiten der NSDAP der „alte Kämpfer“ Alfred Rosenberg für dieses Amt vorgesehen war, das dann jedoch die Konservativen für sich beanspruchten: Reichsaußenminister blieb der bereits unter den Reichskanzlern von Papen und Schleicher amtierende Konstantin Freiherr von Neurath. Ribbentrop wurde außenpolitischer Berater Hitlers. Damit sollte das Auswärtige Amt umgangen werden, um Hitlers außenpolitische Linie in Form von Spezialaufträgen durchzusetzen. Zeitnah erfolgte Ribbentrops Ernennung zum SS-Standartenführer. Für den Wahlkreis Potsdam zog er in den Reichstag ein. Am 24. April 1934 begann er das „Büro Ribbentrop“ mit anfangs 13 Mitarbeitern und einzelnen ehrenamtlichen Beratern aufzubauen. Ab Sommer 1934 hatte das Büro seinen Sitz in Berlin Wilhelmstraße 64 – direkt gegenüber dem Auswärtigen Amt. Ribbentrop erhielt offiziell den Titel „Außenpolitischer Berater und Beauftragter der Reichsregierung für Abrüstungsfragen“. Zudem wurde er Ende 1934 zum Beauftragten für außenpolitische Fragen im Stab des Stellvertreters des Führers, Rudolf Heß, ernannt. Damit war er zugleich auch Amtsleiter der NSDAP.
Im Juni 1935 wurde Ribbentrop dann zum „Außerordentlichen und Bevollmächtigten Botschafter des Deutschen Reiches“ befördert; er schloss in dieser Position – als Außerordentlicher Botschafter – noch im selben Monat in London das deutsch-britische Flottenabkommen mit Großbritannien ab, das es dem Deutschen Reich, abweichend von den Bestimmungen des Versailler Vertrages, erlaubte, eine Flotte von 35 % der britischen Flotte zu bauen. Dies ermöglichte 1936 auch offiziell die Kiellegung der bereits seit 1933 geplanten Schlachtschiffe Bismarck und Tirpitz. Die Entwürfe für beide Schiffe sahen mit jeweils über 41.000 Tonnen aber von Anfang an eine Verletzung des Versailler Vertrages (der nur Tonnagen bis maximal 10.000 Tonnen erlaubte) vor, wobei dann nach Fertigstellung 1940/41 die tatsächliche Standardverdrängung der Konstruktionen jeweils fast 46.000 Tonnen betrug. Dagegen wies die offizielle Angabe gegenüber der britischen Regierung pro Schiff 35.560 Tonnen aus, um den Eindruck zu erwecken, die Reichsregierung habe sich an das Flottenabkommen gehalten. Im selben Jahr gründete Ribbentrop die Deutsch-Englische Gesellschaft.

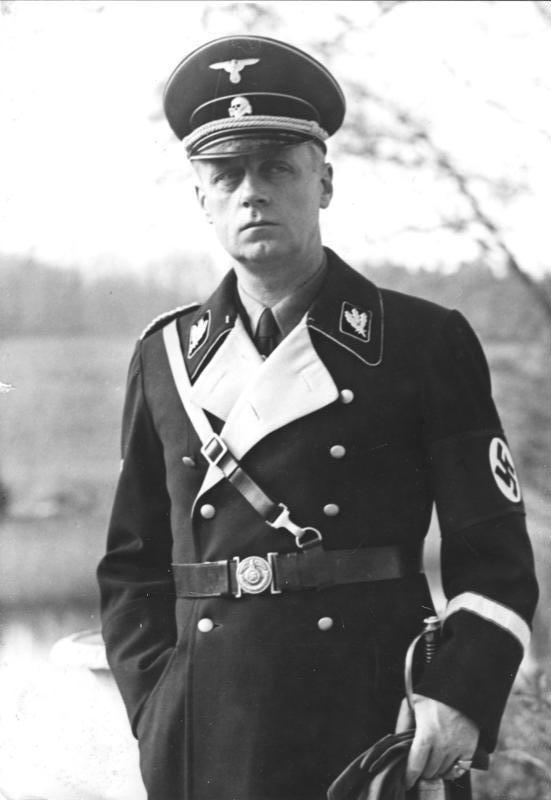
Reichsaußenminister Joachim von Ribbentrop als SS-Gruppenführer, 1938

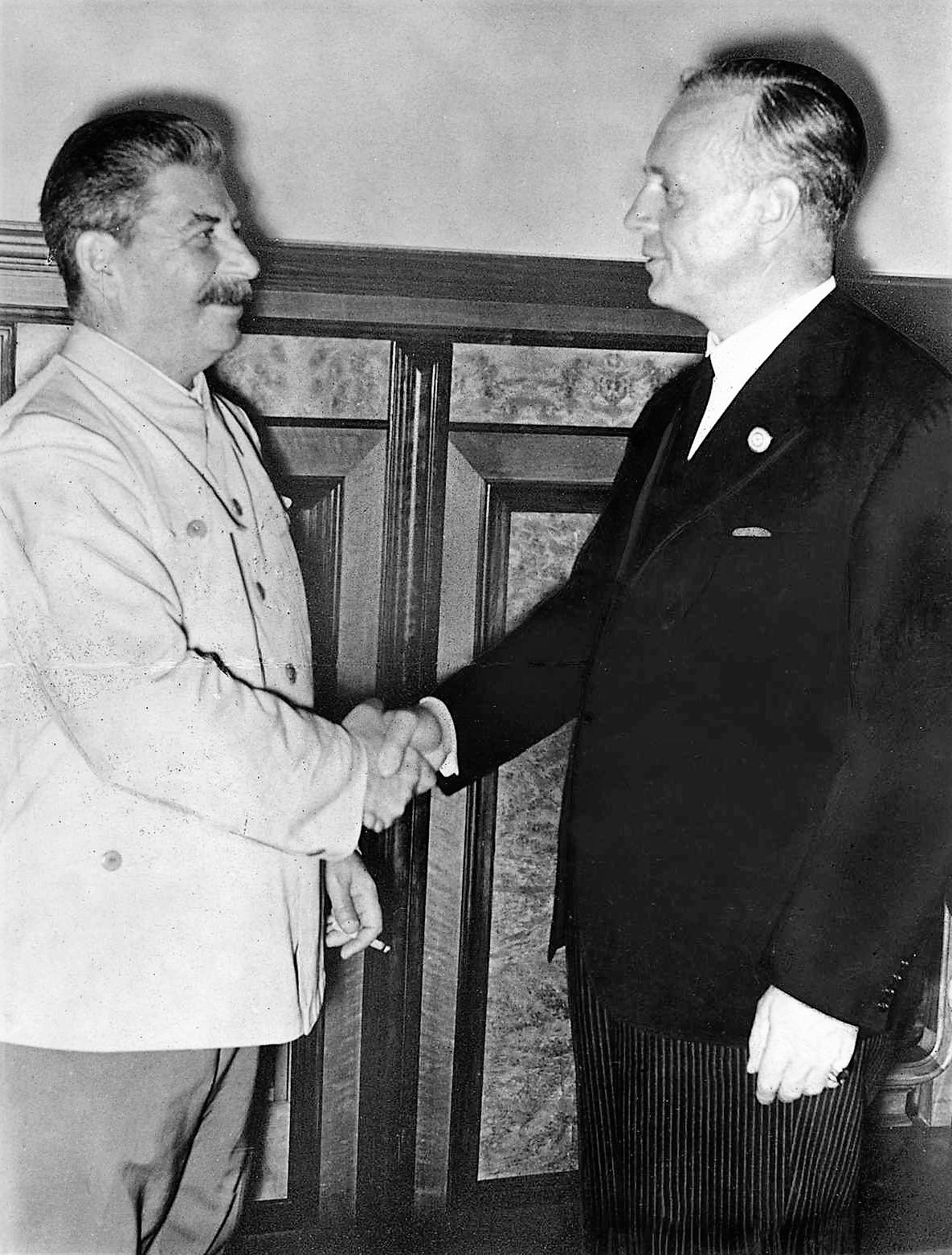
Handschlag Stalins und Ribbentrops nach der Unterzeichnung des Hitler-Stalin-Pakts, Moskau, 24. August 1939

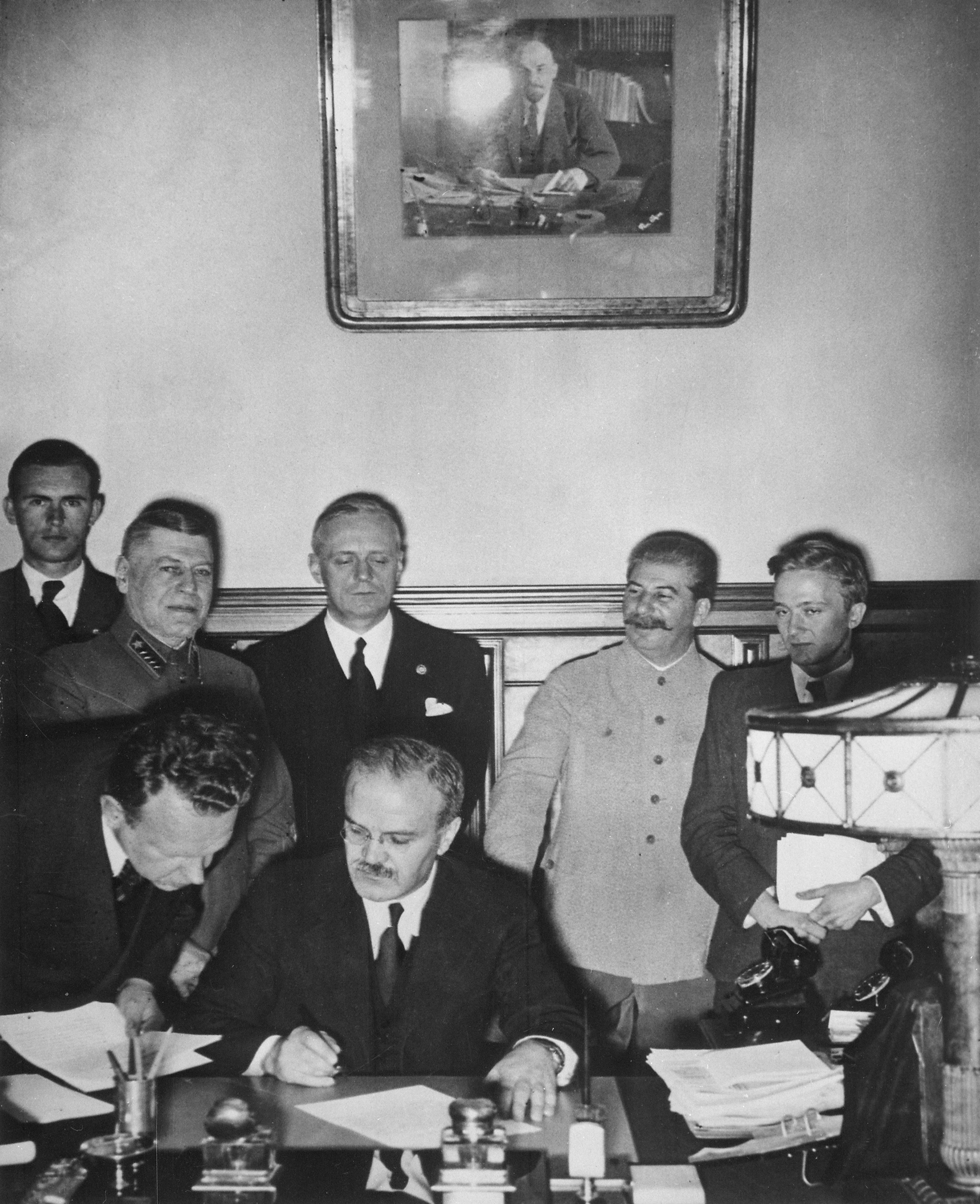
Ribbentrop bei der Unterzeichnung des Deutsch-Sowjetischen Grenz- und Freundschaftsvertrags am 28. September 1939 in Moskau (hinten stehend, dritter von links)

Im Juli 1935 unternahm Heß eine Neuverteilung von Zuständigkeiten, wobei Ribbentrop zusätzlich die Bearbeitung der „volksdeutschen Fragen in Europa und den USA“ im Stab des Stellvertreters des Führers übertragen wurde. Dieser Erlass stellte für die Auslandsorganisation der NSDAP (NSDAP/AO) und deren Leiter Ernst Wilhelm Bohle eine wesentliche Beschneidung des Einflussbereiches dar, da nunmehr nur noch „volksdeutsche Fragen“ in Mittel- und Südamerika bearbeitet werden durften. Für Heß, aber auch für Ribbentrop, der in Bohle einen direkten Konkurrenten sah, bedeutete dies einen deutlichen Machtzuwachs. Ribbentrop erhielt mit Wirkung vom 1. Juni 1935 eine kleine Sonderbehörde, die Dienststelle Ribbentrop, die in Konkurrenz zum Auswärtigen Amt, zum Außenpolitischen Amt der NSDAP und zur NSDAP/AO stand. Dieser Konkurrenzkampf war für die Polykratie, die das Herrschaftssystem des Nationalsozialismus kennzeichnete, durchaus typisch und bezogen auf das Auswärtige Amt sogar gewollt. Das Auswärtige Amt unterstand Außenminister Neurath, die Dienststellen Bohles und Ribbentrops unterstanden jedoch Heß. Referent für die Ostpolitik im Büro von Ribbentrop wurde Peter Kleist.
Bei der Entwicklung dieser Dienststelle und dem weiteren Ausbau der NS-Außenpolitik kam Ribbentrop die Unterstützung der SS zugute, deren Mitglied er seit dem 30. Mai 1933 als SS-Ehrenführer, zuerst im Range eines SS-Standartenführers, war. 1938 erhielt er durch Himmler die SS-Nummer 63.083 zugeteilt, wurde nun auch offiziell als Mitglied des „Stabes Reichsführer SS“ geführt und bis 1940 zum SS-Obergruppenführer befördert. Damit war gewährleistet, dass die außenpolitischen Entscheidungen Hitlers unbürokratisch und bedingungslos durchgesetzt wurden. Die Dienststelle Ribbentrop war nach dieser Neuverteilung der Verantwortlichkeiten nun wesentlich stärker für die Ostpolitik zuständig und erhielt Mitte 1935 auch den Bereich Kolonialpolitik zugeordnet. Inzwischen hatte Ribbentrop seinen Personalbestand auf 160 Mitarbeiter erweitert. Die Dienststelle war in Länder- und Fachreferate eingeteilt, verfügte also neben den Referaten für die Zielländer auch über ein Pressereferat, ein Kolonialreferat und ein Frontkämpfer-Referat. Bei der Neugewinnung von Mitarbeitern legte Ribbentrop besonderes Gewicht auf eine bestehende Mitgliedschaft in der SS oder vergleichbarer NS-Organisationen. Auch viele persönliche Freunde von ihm gehörten dazu. Das angestrebte Ziel bestand darin, nunmehr eine entschieden nationalsozialistische Diplomatie herauszubilden. Selbst über die Ausbildung eigenen Personals, das sich von dem Stamm an Altdiplomaten des Auswärtigen Amtes deutlich unterscheiden sollte, wurde nachgedacht.
Ribbentrop war von 1936 bis 1938 außerordentlicher deutscher Botschafter in London. Gleich zu Beginn verursachte er einen Eklat, als er bei seinem Antrittsbesuch am britischen Hof den König Georg VI. mit „Heil Hitler“ begrüßte. Wegen dieses und anderer Fauxpas wurde er in den diplomatischen Kreisen Londons „Ambassador Brickendrop“ genannt. Ribbentrop sollte für Hitler, der lange an einem Pakt mit Großbritannien interessiert war, ein Bündnis mit der britischen Regierung aushandeln, was von dieser jedoch abgelehnt wurde. Während dieser Zeit ließ Ribbentrop auch erkennen, dass er Hitlers Lebensraumideologie mit ihren mörderischen Konsequenzen kannte und guthieß. Als Churchill, schon damals ein entschiedener Gegner Hitlers, ihn einmal im Herbst 1937 in der deutschen Botschaft in London besuchte, erklärte der Botschafter ihm, vor einer großen Weltkarte stehend, dass die Deutschen Lebensraum in der Ukraine und in Weißrussland benötigten. Das Empire werde man unangetastet lassen, es müsse nur die deutsche Ostexpansion hinnehmen. Churchill lehnte diese Vorstellungen ab und Ribbentrop antwortete ganz undiplomatisch: „In diesem Fall ist der Krieg unvermeidlich […] Der Führer ist entschlossen. Nichts wird ihn aufhalten und nichts wird uns aufhalten.“
Am 25. November 1936 schlossen das Deutsche Reich und Japan den von Ribbentrop arrangierten Antikominternpakt. Dieser sah eine Kooperation zwischen Japan und dem Deutschen Reich zur Bekämpfung der Kommunistischen Internationale (Komintern) vor. In einem geheimen Zusatzprotokoll verpflichteten sich beide Staaten, Neutralität für den Fall zu bewahren, dass die Sowjetunion einen nicht provozierten Angriff auf einen der beiden Vertragspartner ausführen sollte. Außerdem wurde vereinbart, keine Verträge mit der Sowjetunion abzuschließen, die den betont antikommunistischen Zielen des Antikominternpaktes zuwiderliefen. Diesem Pakt traten 1937 Italien, 1939 Mandschukuo, Ungarn und Spanien sowie 1941 Bulgarien, Kroatien, Dänemark, Finnland, Nanking-China, Rumänien und die Slowakei bei.
Im Zuge der Blomberg-Fritsch-Krise berief Hitler Ribbentrop am 4. Februar 1938 zum Reichsaußenminister. Der bisherige Amtsinhaber Neurath hatte in einer geheimen Sitzung (siehe Hoßbach-Niederschrift) gemeinsam mit Kriegsminister Werner von Blomberg und dem Oberbefehlshaber des Heeres, Werner von Fritsch, die Kriegspläne Hitlers kritisiert. In der Folge wurden diese drei Männer aus ihren Ämtern gedrängt und mit Ribbentrop schließlich ein bedingungsloser Gefolgsmann Hitlers Chef des Auswärtigen Amtes.
Der am 15. März 1939 vollzogene Einmarsch deutscher Truppen in die Tschechoslowakei, ein Bruch des von Hitler unterschriebenen Münchner Abkommens, führte zu einem Umdenken in der britischen Regierung. Sie glaubte den Friedensbeteuerungen Hitlers nicht mehr, gab zunächst am 31. März eine Garantieerklärung für Polens Unabhängigkeit ab und kündigte Gespräche mit Frankreich und den Commonwealthstaaten an, um ein Bündnis zur Sicherung der Grenzen der noch unabhängigen europäischen Staaten im Osten und Südosten zu erwirken. Dann begannen Großbritannien und Frankreich, ein Bündnis mit der Sowjetunion gegen Deutschland auszuloten. Die Sowjetunion war davon nicht begeistert, weil sie eine Koalition der Westmächte mit Hitler befürchtete. Daher erklärte die Sowjetunion im April 1939 dem Deutschen Reich unter der Hand die Bereitschaft zu einer Übereinkunft, um Polen aufzuteilen. Erst am 14. August 1939 lud die Sowjetunion dann Ribbentrop zum Besuch in Moskau ein. Ribbentrop kam am 22. August dort an und unterzeichnete bereits am nächsten Tag, dem 23. August 1939, den Hitler-Stalin-Pakt bei Anwesenheit des sowjetischen Außenministers Wjatscheslaw Molotow. Dieser Vertrag rief Entrüstung bei den Westmächten hervor, die in Unkenntnis über das geheime Zusatzprotokoll waren, das die Aufteilung des zu besiegenden Polen zwischen dem Deutschen Reich und der UdSSR und die Neutralität der UdSSR im Falle eines Krieges in Westeuropa festlegte. Zusätzlich waren ebenso geheim die baltischen Staaten Estland und Lettland sowie Bessarabien und Finnland der sowjetischen Interessensphäre zugeteilt worden.
Rund eine Woche später begann mit dem deutschen Überfall auf Polen am 1. September 1939 der Zweite Weltkrieg. Das besiegte Polen teilten sich vertragsgemäß Deutschland und die Sowjetunion. Ein weiterer, am 28. September 1939 unterzeichneter, von Ribbentrop verhandelter Deutsch-Sowjetischer Grenz- und Freundschaftsvertrag legte in geheimen Zusätzen den Austausch Litauens gegen der UdSSR zugedachte mittelpolnische Gebiete an Deutschland fest. Ferner wurde die Aussiedlung der Baltendeutschen und der Russlanddeutschen aus den nun sowjetisch gewordenen Territorien nach Deutschland vereinbart.

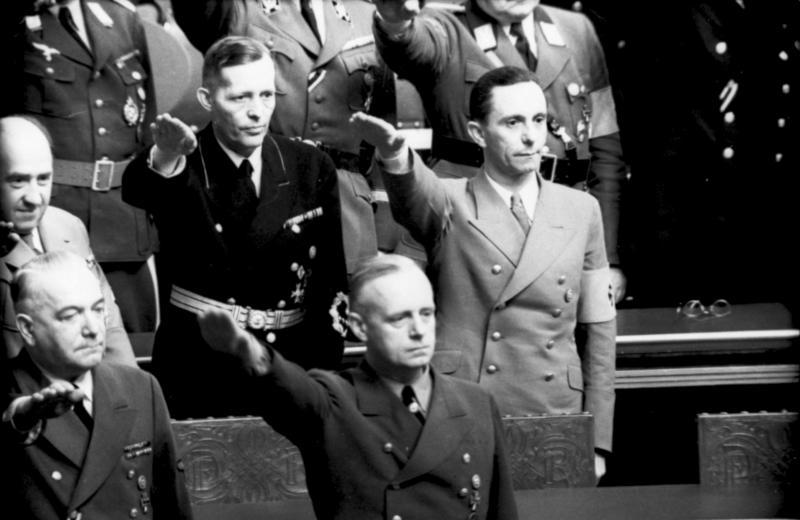
Joachim von Ribbentrop (vorne, Bildmitte) auf einer Reichstagssitzung 1941 neben anderen Ministern der Reichsregierung.

Am 27. September 1940 schlossen Deutschland, Italien und Japan den Dreimächtepakt, der von Ribbentrop offiziell verkündet wurde und der den Antikominternpakt um die militärische Komponente ergänzen sollte. Die Balkan-Staaten sowie Ungarn und Bulgarien schlossen sich diesem Pakt 1940/41 zwar ebenfalls an; Ribbentrop und Hitler scheiterten aber mit dem Versuch, Spanien und Vichy-Frankreich ebenfalls zum Beitritt zu bewegen (Kontinentalblock-Politik).
Nach dem Westfeldzug wurden im Oktober 1940 in der Wagner-Bürckel-Aktion über 6500 Juden aus Baden und der Saarpfalz in das französische Internierungslager Gurs deportiert. Auch Ministerialbeamte des Auswärtigen Amtes waren mitunter aktiv an Deportationen beteiligt, z. B. durch Erstellen von Deportationsbefehlen für französische Juden (siehe z. B. Wilhelmstraßen-Prozess). Die Kooperation Ribbentrops mit Himmlers SS bei der Judenvernichtung erfolgte in erster Linie über die Referatsgruppe „Inland II“ des Auswärtigen Amtes mit dessen Leiter Horst Wagner, der als Verbindungsmann zwischen Ribbentrop und Himmler fungierte, sowie dem Judenreferenten des Auswärtigen Amtes, den promovierten Juristen Eberhard von Thadden, während die propagandistische Absicherung und die Verschleierungs- und Rechtfertigungsmaßnahmen der Judenverfolgungen durch Ribbentrops Pressechef Paul Karl Schmidt alias Nachkriegsbestsellerautor Paul Carell durchgeführt wurden.
Eine enge Kooperation zwischen dem Auswärtigem Amt und dem Reichssicherheitshauptamt bei der Verfolgung von Juden und „Anti-Nazis“ bestand auch mit den an den diplomatischen Vertretungen tätigen Polizeiattachés. Sebastian Weitkamp kommt zu dem Schluss, dass die Konflikte zwischen den Missionschefs und diesen „Vernichtungskrieger[n] mit Diplomatenstatus“ nach 1945 übertrieben wurden. Gerade bei der Judenverfolgung sei eine weitgehend reibungslose Zusammenarbeit mit den Polizeiattachés festzustellen. Zunächst waren diese noch ausschließlich dem RSHA unterstellt gewesen. Die Affäre um den Mönch Chao Kung, alias Trebitsch Lincoln in Shanghai, bei der sich der an der Botschaft Tokio stationierte Polizeattaché Josef Meisinger diskreditierte, führte jedoch zu einer deutlichen Machtverschiebung hin zum Auswärtigen Amt. Ribbentrop, der sich gegen die nicht dem Auswärtigen Amt unterstellten, aber an den ausländischen Vertretungen tätigen Polizeiattachés wehrte, nutzte die Affäre in seinem Machtkampf mit Himmler und Heydrich. Am 8. August 1941 unterschrieben er und Himmler eine Grundsatzvereinbarung. Wenig später, am 28. August 1941, folgte eine Dienstanweisung an alle Polizeiattachés. Diese wurden dem diplomatischen Personal der Botschaft bzw. Gesandtschaft zugeteilt und bezüglich ihrer Tätigkeit im Ausland dem Missionschef unterstellt. Die Polizeiattachés hatten gemäß der Dienstanweisung Aufträge der Missionschefs selbst dann auszuführen, wenn diese außerhalb ihres eigentlichen Aufgabenkreises lagen. Alle Weisungen der Dienststellen des Reichsführers-SS gingen über das Auswärtige Amt und wurden den Polizeiattachés durch den Botschafter bzw. Gesandten zugeleitet. Sinn und Zweck dieser Vorgehensweise war laut der Dienstanweisung, dass der Botschafter bzw. Gesandte „damit die politische Verantwortung für die außenpolitische Zweckmäßigkeit dieser Weisungen“ übernahm.
In einem Telegramm an die deutsche Botschaft in Rom vom 13. Januar 1943 prangerte Ribbentrop Italiens passive Rolle bei der Judenverfolgung an: „Während wir das Judentum als eine Krankheit erkannt haben … glaubt die italienische Regierung, die Juden individuell behandeln zu können.“ Im selben Jahr erhielt Ribbentrop eine Dotation Hitlers von 1 Million Reichsmark.
In Hitlers politischem Testament vom 29. April 1945, in dem er eine Nachfolgeregierung bestimmt hatte, war Ribbentrop nicht mehr vorgesehen. Seine Rolle als Außenminister sollte Arthur Seyß-Inquart übernehmen. Zum Ende des Krieges ging Ribbentrop dennoch nach Flensburg (vgl. Rattenlinie Nord). Er wollte sich offenbar dennoch an der letzten Reichsregierung beteiligen. In einem am 2. Mai 1945 an Dönitz geschriebenen, aber vermutlich nicht versandten Brief versuchte Ribbentrop, „vermutlich in der Hoffnung, man werde ihn auffordern, der neuen Regierung beizutreten“, so der Historiker Ian Kershaw, „Einfluss auf die neue Regierung zu nehmen“. Danach sollte die neue Regierung Eisenhower und Montgomery den Rückzug deutscher Truppen aus den skandinavischen Ländern anbieten, um im Gegenzug die Reichsregierung in Schleswig-Holstein halten zu können. Dabei solle man, so gibt Kershaw den Inhalt von Ribbentrops Schreiben wieder, „durchblicken lassen, dass die britische Armee die Deutschen eines Tages brauchen werde, um an ihrer Seite gegen die Sowjetunion zu kämpfen“. Ribbentrops Hoffnung erfüllte sich nicht, Dönitz lehnte seine Beteiligung persönlich ab.

### Verhaftung, Prozess und Hinrichtung (1945 bis 1946)

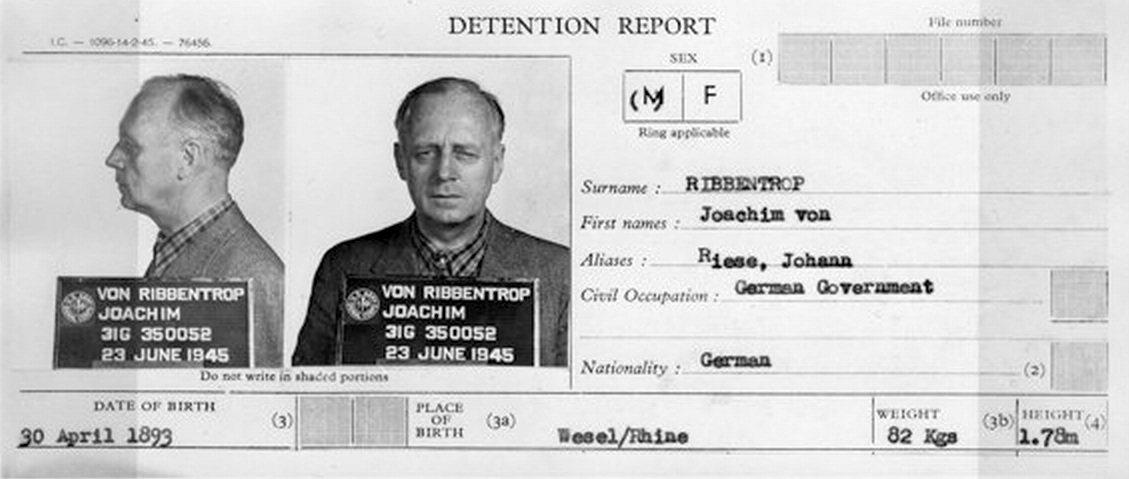
Erkennungsdienstliche Erfassung Ribbentrops mit Mugshots und Angabe seines Aliasnamens Johann Riese

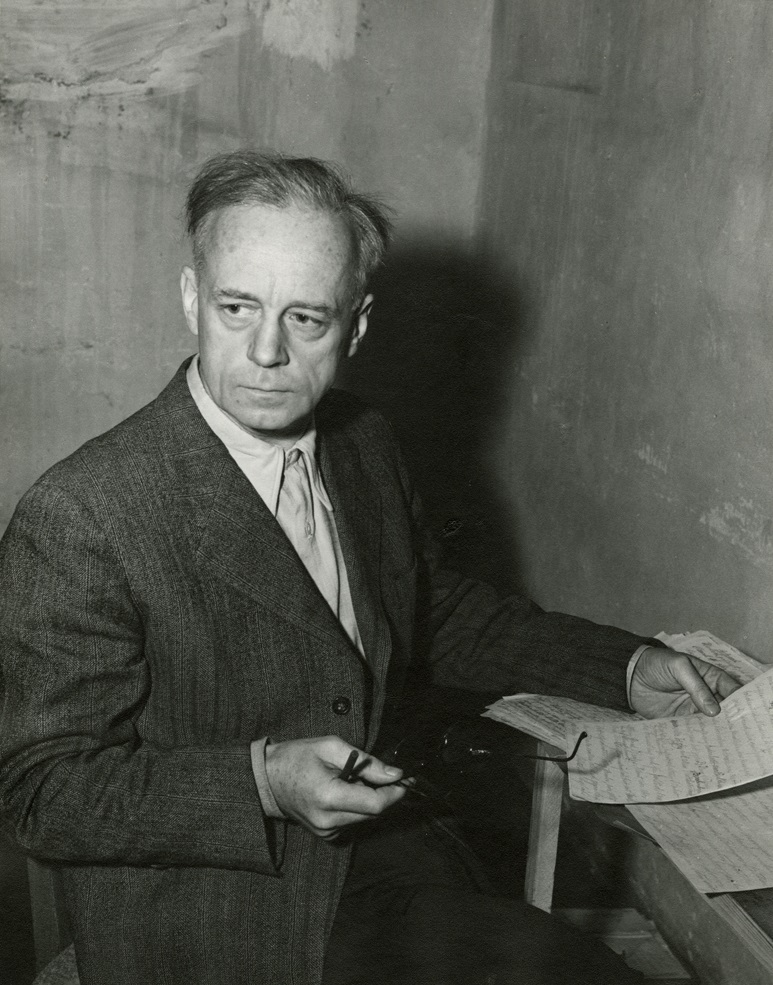
Ribbentrop in seiner Nürnberger Zelle, November 1945

Nachdem Ribbentrop mit seinem Ansinnen in Flensburg gescheitert war, tauchte er in Hamburg unter, wo er sich ein Zimmer mietete. Er nannte sich „Johann Riese“. Nachdem er versucht hatte, bei einem ehemaligen Geschäftspartner unterzukommen, gab dessen Sohn einen Hinweis bei den alliierten Behörden ab. Bei einer Hausdurchsuchung am 14. Juni 1945 wurde Ribbentrop schließlich von britischen und belgischen Soldaten der Field Security Section aufgegriffen und verhaftet. Bei einer anschließenden Gegenüberstellung mit seiner Schwester Ingeborg Jenke konnte er dann zweifellos identifiziert werden. Bei der Durchsuchung im britischen Hauptquartier fand man bei ihm eine versteckte Zyankali-Ampulle, drei von ihm geschriebene Briefe (an Feldmarschall Montgomery, an Außenminister Eden und an den britischen Premierminister Winston Churchill) und mehrere tausend Reichsmark in bar. Gedacht waren sie für später, wenn sich die allgemeine Lage wieder beruhigt hätte. Bis zu seiner Überstellung nach Nürnberg im August 1945 war er erst in Lüneburg und dann mit anderen NSDAP-Größen und hohen Militärs der Wehrmacht im Kriegsgefangenenlager Nr. 32 Camp Ashcan im luxemburgischen Bad Mondorf interniert.
Nach Kriegsende wurde Ribbentrop vor dem Nürnberger Tribunal angeklagt. Ihm wurden Verschwörung, Verbrechen gegen den Frieden, Kriegsverbrechen und Verbrechen gegen die Menschlichkeit zur Last gelegt. Sein Verteidiger war bis Januar 1946 Fritz Sauter. Während der 218 Verhandlungstage in Nürnberg zeigte Ribbentrop auf der Anklagebank keinerlei Reue. Er wurde am 1. Oktober 1946 in allen Anklagepunkten für schuldig befunden, zum Tod durch den Strang verurteilt und als erster der zwölf zum Tode Verurteilten am 16. Oktober 1946 um 1:14 Uhr im Nürnberger Justizgefängnis gehängt. Er starb nach 15 Minuten um 1:29 Uhr.
Die Leiche Ribbentrops wurde zusammen mit der Hermann Görings sowie der anderen zehn Hingerichteten am 17. Oktober 1946 im Städtischen Krematorium auf dem Münchner Ostfriedhof eingeäschert und die Asche anschließend in den Wenzbach, einen Zufluss der Isar, gestreut.

## Rezeption
Keine andere Führungsfigur des Dritten Reiches wurde sowohl im Inland als auch im Ausland so ablehnend beurteilt wie Ribbentrop. Insbesondere die Mängel an sympathischen Zügen und sachlicher Kompetenz stießen auf Ablehnung. Hitler selbst hielt zeitweise große Stücke auf „seinen“ Diplomaten, den er als „Genie“ und – nach dem erfolgreichen Abschluss des deutsch-britischen Flottenvertrages – „meinen eigenen Eisernen Kanzler, ein zweiter Bismarck“ bezeichnet haben soll.
Im Gegensatz dazu fällten viele andere führende NS-Politiker dezidiert negative Urteile über Ribbentrop. Joseph Goebbels meinte beispielsweise, wie er seinem Tagebuch anvertraute, Ribbentrop habe seinen Namen gekauft, sein Geld geheiratet und seinen Weg in Amt und Würden durch Schwindelei erreicht. Außerdem, so der Propagandaminister, könnten fast alle Spitzenvertreter des Reiches wenigstens eine lobenswerte Eigenschaft vorweisen – Ribbentrop hingegen besitze gar keine.
Der französische Botschafter Robert Coulondre beschrieb Ribbentrop als einen Mann mit „kalten, leeren, mondähnlichen Augen“, der zwar auf den ersten Blick gut aussehe, bei genauerem Hinsehen jedoch „nichts Menschliches“ an sich habe, außer „den niederen Instinkten“. Hans-Otto Meissner, der als Attaché im Auswärtigen Amt und als Sohn von Hindenburgs Staatssekretär Otto Meissner Gelegenheit hatte, Ribbentrop aus der Nähe zu beobachten, erinnerte sich an ihn als einen „überaus eitle[n] und, wenn man von seinem arroganten Gesichtsausdruck absieht, auch gutaussehenden Mann“.
Der US-amerikanische Historiker, Journalist und Publizist William L. Shirer, der von 1925 bis zum Ende des Krieges in Europa als Journalist und Berichterstatter arbeitete, beschreibt Ribbentrop in seinem Berliner Tagebuch als blasiert und überheblich anhand seiner Beschreibung einer Pressekonferenz, zu der Ribbentrop erschien, „um sich blickend, als gehöre ihm die Welt“.
Auch andere Zeitgenossen betonten den Eindruck von Arroganz und Parvenühaftigkeit, den Ribbentrop auf sie machte und der in eigentümlichem Kontrast zu seinen als wenig beeindruckend empfundenen Leistungen stand. Der Diplomat von Ribbentrop wurde dementsprechend, in Anspielung auf seinen früheren Beruf, von vielen als „Sektreisender“ verspottet. Im Volksmund machten seit den späten 1930er Jahren verschiedene Wendungen die Runde, die Ribbentrop in ein wenig respektvolles Licht rückten, zum Beispiel der Vergleich, jemand sei „dumm wie Ribbentrop“. Noch in den 1950er Jahren sah ein deutscher Journalist Ribbentrop als den Prototyp des „aufgeblasenen“ Diplomaten.
Nevile Henderson, der als britischer Botschafter in den 1930er Jahren in engem Kontakt zu Ribbentrop stand, erblickte in diesem eine seltene „Verbindung aus Eitelkeit, Dumpfheit und Oberflächlichkeit“. Er meinte, dass die Ressentiments und Fehleinschätzungen, die der deutsche Diplomat Großbritannien entgegengebracht habe, ein schwerwiegendes Hindernis gewesen seien, das einem besseren Verständnis beider Länder im Wege gestanden habe.
Die Gewohnheit Ribbentrops, Hitlers rhetorischen Stil, seine Gesten und Posen nachzuahmen, veranlasste Göring zufolge viele NS-Funktionäre, den Außenminister als „Papagei“ zu verspotten.
Fritz Günther von Tschirschky, der als Adjutant von Hitlers Vizekanzler Papen die politischen Ereignisse in Berlin in den Jahren 1933/34 aus nächster Nähe beobachten konnte, sah in Ribbentrop einen Mann, der keine Qualitäten mitbrachte, die ihn für ein hohes Amt qualifiziert hätten, außer den Ehrgeiz, den er besessen habe: „Ribbentrop war farblos, ohne Geist, er wollte ein Herr sein und eine Rolle spielen.“
Während der Nürnberger Prozesse galt Ribbentrop bei seinen Mitangeklagten neben Ernst Kaltenbrunner und Julius Streicher als der Unbeliebteste.
Auch Ribbentrops langjähriger Staatssekretär Ernst von Weizsäcker äußerte sich rückblickend negativ über Ribbentrop: “The fault was in the system as such which made it possible that an apparition of this kind could become foreign secretary and in that capacity serve a nation of seventy million for seven years.” (deutsch: „Der Fehler lag im System selbst, das es einer Erscheinung dieser Art ermöglichte, Außenminister zu werden und in dieser Eigenschaft einer Nation von 70 Millionen Menschen sieben Jahre lang zu dienen.“)

## Schriften
- Jahresplan und Welthandel. Verlag Juncker und Dünnhaupt, Berlin 1937;
- Der Schlüssel zum Frieden., Führertage in Italien, gemeinsam mit Heinrich Hansen, Klieber Verlag Berlin 1938;
- Germany speaks: by 21 leading members of Party and State, Butterworth Verlag London 1938;
- Die alleinige Kriegsschuld Englands. Rede vom 24. Oktober 1939 in Danzig, Verlag Juncker und Dünnhaupt, 1939;
- Der Freiheitskampf Europas, Rede vom 26. November 1941, Verlag Juncker und Dünnhaupt, Berlin 1942;
- Annelies von Ribbentrop: Die Kriegsschuld des Widerstandes. Aus britischen Geheimdokumenten 1938/39. Aus dem Nachlass herausgegeben von Rudolf von Ribbentrop. Druffel-Verlag, Leoni am Starnberger See 1974, ISBN 978-3-8061-0660-2.
- Joachim von Ribbentrop: Zwischen London und Moskau. Erinnerungen und letzte Aufzeichnungen. Aus dem Nachlass herausgegeben von Annelies von Ribbentrop. Druffel-Verlag, Leoni am Starnberger See 1954.